# António Sousa Lara

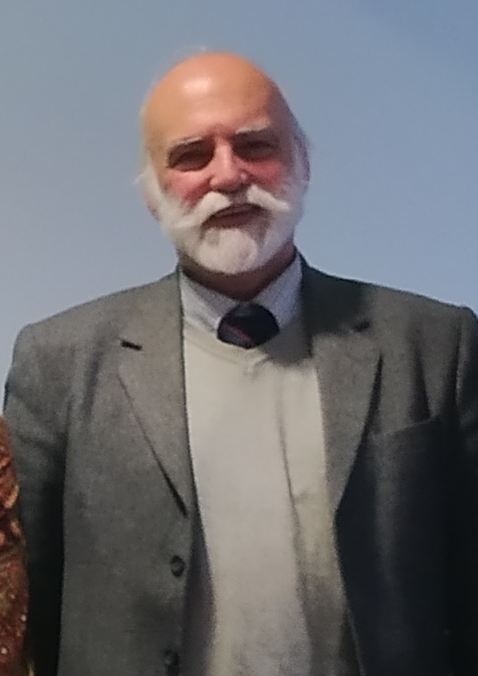
Sousa Lara (2020)

António Costa de Albuquerque de Sousa Lara (* 13. April 1952 in São Sebastião da Pedreira, Lissabon, Portugal) ist ein portugiesischer Politiker, Professor und Lehrstuhlinhaber am Instituto Superior de Ciências Sociais e Políticas ISCSPU der Technischen Universität Lissabon. Er unterrichtet Geschichte der modernen Kolonialzeit, Entkolonisierung, Politikwissenschaften, politischer Doktrinen und Ideologien. Sousa Lara ist Mitglied der Partido Social Democrata (PSD).

## Werdegang
1973 begann Sousa Lara als Dozent am ISCSPU. 1987 promovierte er und wurde zum Assistenzprofessor befördert. 1992 wurde er assoziierter Professor und erhielt dann eine ordentliche Professur an der Universidade Lusíada im Kurs „Internationale Beziehungen“ im Fach „Geschichte der politischen Ideen“. Es folgte eine Anstellung als Lehrstuhlinhaber im Fach Politikwissenschaften, Direktor des Fachbereichs Europäische Studien und Vizerektor an der Universidade Moderna. Am 31. Mai 2000 wurde Sousa Lara wieder Professor am ISCSPU. Er wurde zum Vizepräsidenten und dann zum Präsidenten des Wissenschaftlichen Rates des ISCSP und zum Senator des Senats der Technischen Universität Lissabon gewählt und 2007 wiedergewählt.
Von 1980 bis 1982 war Sosua Lara Gemeinderat in Cascais und von 1983 bis 1985 Mitglied des Stadtrats von Lissabon.
Dreimal zog Sousa Lara in das portugiesische Parlament als Abgeordneter der PSD für den Wahlkreis Lissabon ein, erstmals nach der Wahl 1980 in der II. Legislaturperiode des Parlaments seit der Nelkenrevolution 1974. Sousa Lara blieb bis zur Neuwahl 1983. Nach der Wahl 1987 kehrte Sousa Lara am 13. August in das Parlament zurück und blieb auch nach der Neuwahl 1991 (V. und VI. Legislaturperiode). Sousa Lara Vorsitzender der parlamentarischen Osttimorkommission, die 1991 einen Besuch im indonesisch besetzten Osttimor plante. Es kam dann allerdings am 12. November 1991 zum Santa-Cruz-Massaker.
Von 1991 bis 1992 war Sousa Lara Unterstaatssekretär für Kultur in der XI. konstitutionellen Regierung.
Sousa Lara hatte eine Reihe zusätzliche Ämter inne. So war er zum Beispiel Botschafter des Souveränen Malteserorden in Kap Verde und Honorarkonsul von Lesotho in Lissabon.

## Auszeichnungen
Sousa Lara wurde mehrfach ausgezeichnet:
- Ritter des Souveränen Malteserorden
- Kommandeur des Ordens de Isabel la Católica
- Kommandeur des Ritterordens vom Heiligen Grab zu Jerusalem
- Großoffizier des Ritterordens der hl. Mauritius und Lazarus
- Ehrenbürger des Staates Texas
- Ritter des Ordens Constantiniana Constantiniana de São Jorge Bourbon
- Ritter des Infazon de Illescas (Spanien)
- Kommandeur der Ehrenlegion „Presidente António Carlos“
- Kommandeur des Ordens Pro-Patria de Lyon
- Imnhof-Preis des Instituto Salazar y Castro
- Preis Comandante Correira da Silva